# Rudy Muts
Rudy Muts, właśc. Frederik Rudolph Muts (ur. 10 kwietnia 1956 w Hilversum) – holenderski żużlowiec.

## Życiorys
Czterokrotny medalista indywidualnych mistrzostw Holandii: złoty (1979), dwukrotnie srebrny (1977, 1982) oraz brązowy (1976). Finalista indywidualnych mistrzostw świata juniorów (Vojens 1977 – XIV miejsce). Finalista indywidualnych mistrzostw Australii (1985 – XIII miejsce). 
Wielokrotny reprezentant Holandii w eliminacjach indywidualnych mistrzostw świata, mistrzostw świata par oraz drużynowych mistrzostw świata.
Startował w lidze brytyjskiej, w barwach klubu z Wimbledonu (1977–1981).